# Giacomo Faticanti
Giacomo Faticanti (* 31. Juli 2004 in Rom) ist ein italienischer Fußballspieler, der bei der US Lecce unter Vertrag steht und aktuell an Juventus Next Gen ausgeliehen ist. 2021 war er einer von sechzig Talenten der „Next Generation“-Liste von The Guardian.

## Vereinskarriere
Von 2015 bis 2018 spielte Faticanti für die Jugendabteilung von Frosinone Calcio, bevor er zur AS Rom wechselte. Am 13. Oktober 2019 debütierte er in der italienische U17-Liga beim 2:0-Heimsieg gegen Ascoli Calcio. In der Saison 2019/20 kam er auf zwei Einsätze, bevor die Liga aufgrund der Corona-Pandemie abgebrochen wurde. Die Roma befand sich zu diesem Zeitpunkt auf dem ersten Platz der Liga.
Am 14. März 2021 debütierte er in der italienischen U18-Liga beim 5:0-Heimsieg gegen CFC Genua. Am 10. April 2021 folgte sein Debüt in der italienischen U19-Liga beim 1:1-Heimspiel gegen den AC Florenz, als er in der 74. Spielminute für Tommaso Milanese eingewechselt wurde. In der U19-Liga erreichte die Roma den vierten Platz, wobei er in neun Spielen zum Einsatz kam. In der U18-Liga erreichte die Mannschaft den zweiten Platz und Faticanti kam auf fünf Einsätze. In der U17-Liga spielte er drei Spiele als Kapitän. Danach wurde die Liga bereits nach vier Spieltagen im Oktober 2020 abgebrochen. Von April bis Juni 2020 fand eine Gruppenrunde für die U17-Mannschaften statt. In dieser kam Faticanti auf fünf Einsätze als Kapitän und traf einmal. Die Mannschaft erreichte den ersten Platz in der Gruppe. Danach folgte eine Finalrunde für die U17-Mannschaften. Im Viertelfinale gewann die Mannschaft mit 5:0 gegen den FC Crotone, im Halbfinale 3:2 gegen SPAL Ferrara und im Finale gegen den CFC Genua mit 3:1. Dabei war Faticanti in allen drei Spielen als Kapitän tätig.
2021 war er einer von 60 Talenten der „Next Generation“-Liste von The Guardian. Im Oktober 2022 gab er in der UEFA Europa League gegen HJK Helsinki sein Profidebüt bei der Roma.
Im Sommer 2023 wechselte Faticanti zur US Lecce. Nachdem er in der Hinrunde der Saison 2023/24 bei keinem Spiel in der Serie A auf dem Spielfeld gestanden hatte, wechselte er im Januar 2024 per Leihe in die Serie B zu Ternana Calcio. Ende August 2024 wechselte Faticanti per Leihe mit Kaufoption für die Saison 2024/25 zu Juventus Next Gen.

## Nationalmannschaft
Faticanti spielte für die italienische U15-Nationalmannschaft vier Spiele, davon ein Spiel als Kapitän.
Am 24. September 2019 debütierte er beim 4:1-Sieg gegen die U16-Mannschaft der Schweiz für die italienische U16-Nationalmannschaft. Für die U16-Mannschaft kam er in zwölf Spielen zum Einsatz und traf dabei einmal. Acht Partien spielte er als Kapitän.
Am 13. August 2021 debütierte er beim 1:0-Sieg der italienischen U19-Mannschaft über die albanische U19-Mannschaft, als er zur Halbzeitpause für Fabio Miretti eingewechselt wurde.
Mit der U-19-Auswahl Italiens gewann er die U-19-Europameisterschaft 2023 in Malta.

## Spielweise
Faticanti ist ein leistungsstarker Mittelfeldspieler und ist in der Spielweise mit Daniele De Rossi vergleichbar.

## Erfolge
AS Rom U17
- Italienischer U17-Meister: 2020/21

Nationalmannschaft
- U-19-Europameister: 2023